# Tronco (Chaves)
Tronco is een plaats (freguesia) in de Portugese gemeente Chaves en telt 326 inwoners (2001).